# Stanisław Słonecki (1890–1972)
Stanisław Słonecki h. Korab (ur. 27 września lub 23 października 1890, zm. 10 października 1972) – polski ziemianin, inżynier rolnik.

## Życiorys

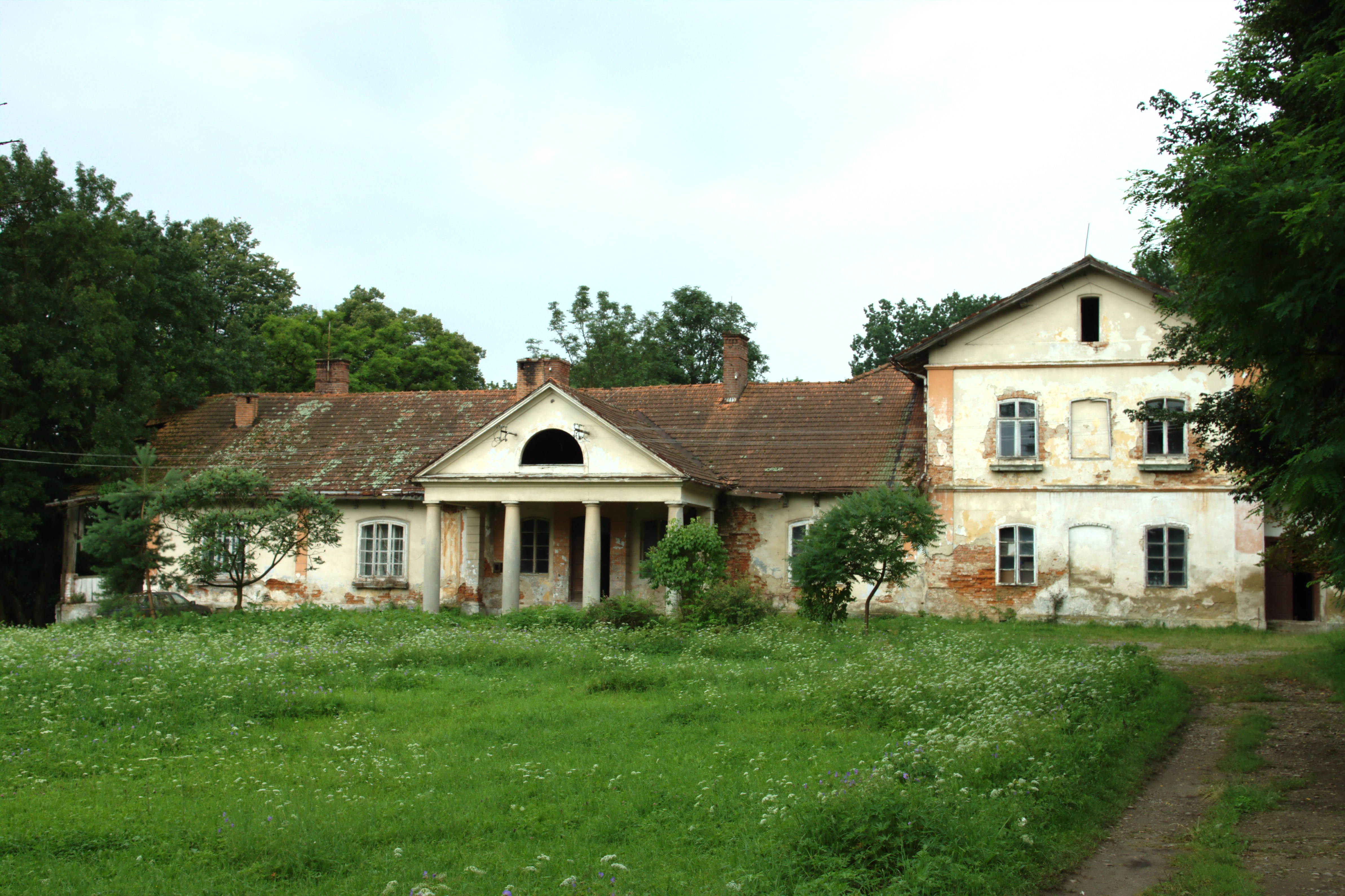
Dwór w Jurowcach (2011)

Urodził się 27 września lub 23 października 1890. Jego dziadkami byli Zenon Słonecki (1831–1912) i Marcelina, z domu Jaruntowska (1830–1872), a rodzicami Jan Duklan Słonecki (1859–1896) i Apolonia z domu Garapich de Sichelburg (1859–1896). Jego siostrą była Seweryna po mężu Żeleńska (1888–1944), wraz z którą po śmierci rodziców odziedziczył dobra Jurowce (270,7 ha), Kostarowce (281 ha), Raczkowa (203,9 ha), Srogów Górny (427 ha), Zabłotce (119,4 ha, w 1911 posiadał 57 ha). Według stanu z początku 1906 rodzina Słoneckich posiadała 6 obszarów dworskich na obszarze powiatu sanockiego.
Po odzyskaniu przez Polskę niepodległości został przyjęty do Wojska Polskiego i awansowany do stopnia porucznika rezerwy kawalerii ze starszeństwem z dniem 1 czerwca 1919. Był oficerem rezerwowym: w 1923 5 pułku strzelców konnych w Tarnowie, w 1924 5 pułku szwoleżerów w Starogardzie Gdańskim. W 1934 jako porucznik rezerwy kawalerii był w oficerskiej kadrze okręgowej nr X i był wówczas przydzielony do Powiatowej Komendy Uzupełnień Sanok.
W okresie II Rzeczypospolitej pozostawał właścicielem dóbr w Jurowcach. Zajmował się rolnictwem, uzyskał tytuł inżyniera. Od 1920 w dworze prowadził hodowlę krów rasy czerwonej, ponadto trzody chlewnej i stadninę koni. Był prezesem związku Hodowców Bydła Czerwonego, nad którym pieczę utrzymywała Akademia Umiejętności. Zdobywał medale na wystawach hodowlanych. W 1927 został mianowany delegatem drogowym dla okręgów Bażanówka, Strachocina, Długie i Nowosielce. Prowadził gospodarstwo, w tym gorzelnię. Pod wzgórzem Wroczeń koło pobliskiej Falejówki posiadał źródło siarczane, z którego woda przed 1939 była używana przy dolegliwościach reumatycznych.
Delegowany przez urząd rozjemczy występował w sprawach oszacowania gruntów. W październiku 1928 został wybrany do Rady Powiatowej Kasy Chorych w Sanoku. W 1929 był członkiem zarządu Komunalnej Kasy Oszczędności powiatu sanockiego z siedzibą w Sanoku. Reskryptem z 21 września 1935 jako przedstawiciel powiatu sanockiego został wybrany na członka Lwowskiej Rady Wojewódzkiej. W latach 30. zasiadł w zarządzie Oddziału Małopolskiego Towarzystwa Rolniczego we Lwowie. Dekretem Ministra Rolnictwa i Reform Rolnych z 14 stycznia 1937 został mianowany radcą Lwowskiej Izby Rolniczej. W tych II RP został powołany komitet strajkowych działaczy komunistycznych w majątku w Kostarowcach, którego współorganizatorem był Michał Bochorski, wymuszając na Słoneckim swoje warunki.
Stanisław Słonecki 11 listopada 1936 został odznaczony Złotym Krzyżem Zasługi. Jego żoną została Elżbieta z Byszewskich h. Jastrzębiec (1906–1959), z którą miał syna Jerzego (ur. 1938).
Podczas II wojny światowej i trwającej okupacji niemieckiej nadal posiadał dobra w Jurowcach. W grudniu 1943 został skazany przez komisję sądzącą Armii Krajowej na karę infamii za rzekome niezłożenie kontyngentu na rzecz AK oraz za „współżycie z Niemcami i negatywny stosunek do działań niepodległościowych” (o jego napiętnowaniu za służalczość napisał w swoich wspomnieniach Jan Radożycki). Wkrótce potem 9 marca 1944 komendant Obwodu AK Sanok mjr Adam Winogrodzki ps. „Korwin” wnioskował o karę chłosty dla S. Słoneckiego oraz zarządcy okolicznego majątku Kostarowce, rtm. Stefana Pajączkowskiego za rzekome sabotowanie prac niepodległościowych i podkopywanie autorytetu dowódców AK w terenie. Później okręgowy delegat rządu w Krakowie, Jan Jakóbiec uznał wyrok infamii wydany na Słoneckiego za niesłuszny, jako że ukarany nie był w stanie przekazać kontyngentu z uwagi na obserwowanie go przez miejscowych Ukraińców, a ponadto stwierdzono, że w przeciwieństwie do wysuwanych przeciw niemu oskarżeń, przekazywał na rzecz AK kwoty pieniężne. Niepochlebnie o Stanisławie Słoneckim wyrazili się we wspomnieniach ppor. Mieczysław Granatowski (który przyznał, że tenże jako oficer rezerwy jako jedyny ziemianin w okolicy Sanoka odmówił współpracy z polskim podziemiem i odznaczał się służbą wobec niemieckiego urzędnika, Kreislandwirta Viewega, za co wyrokiem sądu specjalnego został skazany na infamię) oraz mjr Adam Winogrodzki ps. „Korwin” (który stwierdził, iż wolał ścisłe powiązania handlowe z hakatystą niemieckim Viewegiem, niż żenujące kontakty z AK, oraz że został – podobnie jak inni przedstawiciele ziemiaństwa z sanocczyzny – napiętnowany w biuletynie AK z Krakowa i Warszawy).
Po zakończeniu II wojny światowej Stanisław Słonecki wraz żoną Elżbietą i synem Jerzym opuścili majątek w Jurowcach.